# Maja Posavec
Maja Posavec (Đakovo, 16. svibnja 1983.) je hrvatska kazališna, filmska i televizijska glumica i glazbenica. Ima sestru također pjevačicu Zrinku Posavec. 

## Životopis
Glumu na Akademiji dramske umjetnosti u Zagrebu upisala je 2005. godine. U kazalištu je debitirala ulogom u Baladama Petrice Kerempuha Miroslava Krleže u režiji Darka Rundeka i Rade Šerbedžije, a za koju dobiva nagradu Zlatni smijeh na Danima satire. Vrlo često glumi u produkcijama Hrvatskog narodnog kazališta u Zagrebu i Kazališta Ulysses. Od 2011. godine postaje stalna članica ansambla Satiričkog kazališta Kerempuh. Nešto rjeđe pojavljuje se na filmu i televiziji. 
Osim glumom bavi se i glazbom, te od 2006. do 2016. godine djeluje kao pjevačica i koautorica u grupi Detour. Tijekom deset godina suradnje s grupom snimila je tri studijska albuma (Detour (2006.), TV (2009.) i A što ak' ja... (2014.). S posljednjim albumom A što ak' ja... osvajaju nagradu Porin u kategoriji najboljeg pop albuma. Osim kao glavni vokal, Maja u Detouru djeluje i kao autor. Koautorski (uz Nenada Borgudana) potpisuje pjesme Mjesec, Ljeto počinje, Prijatelj, Zmaj, Čudno, dok autorski potpisuje veliki hit-singl Daleko.
Kao samostalna izvođačica snimila je brojne duete s izvođačima kao što su Rade Šerbedžija, Milošev, grupama Pavel i Noxin... Veliki uspjeh postiže duetom s Nenom Belanom i pjesmom Tvoj glas za koju 2016. osvajaju nagradu Porin u kategoriji najbolje vokalne suradnje. 
2015. godine stječe veliku popularnost sudjelovanjem u drugoj sezoni TV emisije Tvoje lice zvuči poznato. 
2016. godine singlom Budi jak započinje samostalnu glazbenu karijeru. Svoj prvi samostalni album Kada ne bih imala strah izdaje 2018. godine. 
2019. godine zajedno s Ivanom Kapecom izdaje album Večer s Cohenom na kojem su glazbeno obradili 12 pjesama Leonarda Cohena.  
2021. izdaje svoj treći album Bye Bye Saturn. Album je bio nominiran za nagradu Porin u kategoriji Najbolji album alternativne glazbe.
2022. godine seli u Berlin gdje studira glazbenu produkciju na Master programu na institutu Catalyst. U Berlinu se posvećuje svom autorskom aliasu naziva POMA, pod kojim razvija glazbeni projekt Leaving a lover.
Godine 2024. vraća se u Hrvatsku kao redateljica, autorica teksta i glazbe te izvođačica u svom prvom autorskom kazališnom projektu Mamina kći vuk u Teatru &TD, u produkciji umjetničke organizacije Grupa. Predstava na poetičan način preispituje utjecaj bajki na odgoj i kulturu, a uz nju u predstavi kao izvođači sudjeluju Rok Juričić i Tanja Smoje.

## Filmografija

### Televizijske uloge
- "Majstori" kao Beti (2022. - 2023.)
- "Tvoje lice zvuči poznato" kao Maja Posavec (2015.)
- "Dobre namjere" kao studentica #1 (2008.)

### Filmske uloge
- "Vjetar puše kako hoće" kao Balerina (2014.)
- "Ministarstvo ljubavi" kao Ema (2016.)
- Zbornica (2021.)

### Kazališne uloge
- 2007. Miroslav Krleža: Balade Petrice Kerempuha, režija: Darko Rundek/Rade Šerbedžija, Kazalište Ulysses
- 2007. Bertolt Brecht/Kurt Weill: Opera za tri groša, režija: Krešimir Dolenčić, HNK Zagreb
- 2008. Henrik Ibsen/Narodna pripovijetka: Lutkina kuća/Zmija mladoženja, režija: Anja Maksić Japundžić, Teatar &TD/Eurokaz
- 2008. William Shakespeare: Romeo i Julija '68, režija: Lenka Udovički, Kazalište Ulysses
- 2008. Horace McCoy/Ivica Boban: I konje ubijaju, zar ne?, režija: Ivica Boban, HNK Zagreb
- 2009. David Lindsay Abaire: Zečja rupa, režija: Marko Torjanac, Kazalište Planet Art
- 2009. Waldemar Bonsels: Pčelica Maja, režija: Ivan Leo Lemo, GK Žar ptica
- 2010. Saša Božić/Ksenija Zec: VIS Životinje, režija: Saša Božić, GK Trešnja
- 2010. William Shakespeare: Oluja, režija: Lenka Udovički, Kazalište Ulysses
- 2010. Ivor Martinić: Drama o Mirjani i ovima oko nje, režija: Anja Maksić Japundžić, HNK Zagreb
- 2010. Antun Šoljan: Romanca o tri ljubavi, režija: Boris Svrtan, ADU/Kazalište KNAP
- 2011. Bertolt Brecht: Cabaret Brecht - Zadrživi uspon Artura Uija, režija: Lenka Udovički, Kazalište Ulysses
- 2012. Jean Poiret: Krletka, režija: Krešimir Dolenčić, Satiričko kazalište Kerempuh
- 2012. Branislav Nušić: Pokojnik, režija: Lenka Udovički, Kazalište Ulysses
- 2012. Branislav Nušić: Gospođa ministrica, režija: Oliver Frljić, Satiričko kazalište Kerempuh
- 2012. Cabaret Chishche Lishche, režija: Chishche Lishche, Satiričko kazalište Kerempuh
- 2013. Renata Carola Gatica/Eugene Labische: Kod Martinovih, režija: Renata Carola Gatica, Satiričko kazalište Kerempuh
- 2014. William Faulkner: Kad ležah na samrti, režija: Ksenija Zec i Saša Božić, Kazalište Novi život
- 2014. Daniil Harms: Sasvim obične besmislice, režija: Aleksandar Popovski, Satiričko kazalište Kerempuh
- 2014. Ivo Brešan: Predstava Hamleta u selu Mrduša Donja, režija: Vinko Brešan, Satiričko kazalište Kerempuh
- 2015. Dušan Kovačević: Maratonci trče počasni krug, režija: Iva Milošević, Satiričko kazalište Kerempuh
- 2016. Frédéric Verrières: Mimi, režija: Guillaume Vincent, HNK Zagreb
- 2016. Shakespeare ljetne noći - Varijacije (autorski projekt), režija: Lenka Udovički, Kazalište Ulysses
- 2016. Richard Bean: Jedan sluga, dva gospodara, režija: Vito Taufer, Satiričko kazalište Kerempuh
- 2017. Audicija (autorski projekt), režija: András Urbán, Satiričko kazalište Kerempuh
- 2019. Ivor Martinić: Bilo bi šteta da biljke krepaju, Teatrum/KunstTeatar/T25
- 2020. Mladen Kerstner/Boris Svrtan: Gruntovčani, režija: Boris Svrtan/Rajko Minković, Satiričko kazalište Kerempuh
- 2020. Autorski projekt Bobe Jelčića: Hrvatski put ka sreći, Satiričko kazalište Kerempuh
- 2021. Molière: Škrtac, režija: Dora Ruždjak Podolski, Satiričko kazalište Kerempuh
- 2021. Eugène Ionesco: Nosorog, režija: Lenka Udovički, Kazalište Ulysses
- 2021. Ivor Martinić: Drama o Mirjani i ovima oko nje, režija: Ivor Martinić, Teatar &TD/T25
- 2024. Maja Posavec: Mamina kći vuk, režija: Maja Posavec, Teatar &TD/UO Grupa

### Sinkronizacija
- "Neparožderi" kao spikerica i pjevačica (2017.)
- "Zootropola" kao Zora Janjek (2016.)
- "Čuvari šume: Tajanstveni svijet" kao Kraljica Tara (2013.)
- "Priča o igračkama" (franšiza) kao Jessie (2010. – 2014.)
- "Priča o mišu zvanom Despero" kao Princeza Pea (2008.)
- "Trnoružica" kao Aurora/Ružica (dijalog) (2008.)

## Diskografija

### Samostalna karijera
- 2018. Kada ne bih imala strah
- 2019. Večer s Cohenom (s Ivanom Kapecom)
- 2021. Bye Bye Saturn

Singlovi
- "Budi jak" (2016.)
- "Dok držiš me za ruku" (2017.)
- "Mediteranska" (2017.)
- "Kada ne bi imao strah" (2017.)
- "Prazan hod" (2018.)
- "Nećemo se naći" (2018.)
- "Trnoružica" (2019.)
- "Daleko iza nas" (2020.)
- "Biljke" (2020.)
- "Bye Bye Saturn" (2021.)
- "Sretna" (2022.)

### Kao članica benda Detour
- 2006. Detour
- 2009. TV
- 2014. A što ak' ja...

### Album
- Poma (2020.)
- Leaving a Lover (2025.)

### Singlovi
- "I Said" (2022.)
- "Street Walker" (2022.)

## Nagrade
- 2008. Zlatni smijeh (Dani satire) za ulogu u predstavi Balade Petrice Kerempuha.
- 2010. Zlatna Žar ptica (Naj, naj, naj festival) za epizodnu ulogu u predstavi VIS Životinje.
- 2010. Ivo Fici (Festival glumca) za najbolju glumicu do 28 godina za ulogu u predstavi Zečja rupa.
- 2010. Nagrada hrvatskog glumišta (HDDU) za najbolju sporednu žensku ulogu u predstavi Oluja.
- 2013. Nagrada za najbolje glumačko ostvarenje (Dani hrvatskog filma) za ulogu u kratkom igranom filmu Kišobran.
- 2016. Porin za najbolju vokalnu suradnju (zajedno sa Nenom Belanom)
- 2020. Nagrada za najbolje glumačko ostvarenje (Dani hrvatskog filma) za ulogu u kratkom igranom filmu Krhko.

## Vanjske poveznice
- Maja Posavec u internetskoj bazi filmova IMDb-u (engl.)
- https://web.archive.org/web/20100419081027/http://www.planet-art.hr/hr/biografije/97/19/19